# Konstantin Klimov
Konstantin Jurjevič Klimov, rusky Константин Юрьевич Климов (* 30. dubna 1951 – 8. ledna 1982) byl sovětský, ruský hokejový útočník. Zemřel 8. ledna 1982 při autonehodě.

## Reprezentace

### Juniorské
Byl dvojnásobným juniorským mistrem Evropy do 19 let z šampionátu 1969 a šampionátu 1970.

### Reprezentační statistiky
| 1969 | SSSR 19 | ME 19 | 4 | 1 | - | - | - |
| 1970 | SSSR 19 | ME 19 | 5 | 5 | 2 | 7 | 0 |

### SSSR
Za reprezentaci Sovětského svazu nastoupil v letech 1973–1975 ve 12 utkáních a dal 2 góly. V roce 1974 nastoupil v sérii utkání s výběrem kanadské WHA.

## Klubová kariéra
Začínal v roce 1962 v klubu Torpedo Moskva, v letech 1966–1967 hrál za mládež CSKA Moskva. V letech 1967–1973 hrál za Spartak Moskva, ve 137 ligových utkáních dal 50 gólů. S týmem získal v roce 1967 mistrovský titul, třikrát skončil na druhém a jednou na třetím místě. V letech 1973–1976 a 1977–1979 hrál za Křídla Sovětů Moskva,ve 151 ligových utkáních dal 56 gólů. S týmem získal v roce 1974 mistrovský titul, jednou skončil na druhém a jednou na třetím místě. V sezóně 1976–1977 hrál za SKA Leningrad, nastoupil ve 32 ligových utkáních a dal 15 gólů.

## Klubové statistiky
| Sezona  | Klub                 | Soutěž | Základní část | Základní část | Základní část | Základní část | Základní část |
| Sezona  | Klub                 | Soutěž | Z             | G             | A             | B             | TM            |
| ------- | -------------------- | ------ | ------------- | ------------- | ------------- | ------------- | ------------- |
| 1967/68 | HK Spartak Moskva    | SSSR   | 6             | -             | -             | -             | 2             |
| 1968/69 | HK Spartak Moskva    | SSSR   | 11            | 2             | -             | -             | -             |
| 1969/70 | HK Spartak Moskva    | SSSR   | 27            | 8             | -             | -             | -             |
| 1970/71 | HK Spartak Moskva    | SSSR   | 35            | 16            | 7             | 23            | -             |
| 1971/72 | HK Spartak Moskva    | SSSR   | 28            | 15            | 8             | 23            | 0             |
| 1972/73 | HK Spartak Moskva    | SSSR   | 31            | 12            | 9             | 21            | 16            |
| 1973/74 | Křídla Sovětů Moskva | SSSR   | 32            | 20            | 16            | 36            | 26            |
| 1974/75 | Křídla Sovětů Moskva | SSSR   | 36            | 16            | 16            | 32            | 12            |
| 1975/76 | Křídla Sovětů Moskva | SSSR   | 34            | 17            | 6             | 23            | 6             |
| 1976/77 | SKA Leningrad        | SSSR   | 32            | 15            | 13            | 28            | 8             |
| 1977/78 | Křídla Sovětů Moskva | SSSR   | 31            | 10            | 9             | 19            | 18            |
| 1978/79 | Křídla Sovětů Moskva | SSSR   | 18            | 2             | 2             | 4             | 8             |